# Ридзини
Ридзини (пол. Rydzyny) — село в Польщі, у гміні Паб'яниці Паб'яницького повіту Лодзинського воєводства.
Населення — 542 особи (2011).
У 1975-1998 роках село належало до Лодзинського воєводства.

## Демографія
Демографічна структура станом на 31 березня 2011 року:
|          | Загалом | Допрацездатний вік | Працездатний вік | Постпрацездатний вік |
| -------- | ------- | ------------------ | ---------------- | -------------------- |
| Чоловіки | 271     | 49                 | 200              | 22                   |
| Жінки    | 271     | 53                 | 172              | 46                   |
| Разом    | 542     | 102                | 372              | 68                   |